# Richard Jenčík
Richard Jenčík (* 1. Januar 1985 in Košice, Tschechoslowakei) ist ein ehemaliger slowakischer Eishockeyspieler, der über viele Jahre beim HC Košice in der slowakischen Extraliga unter Vertrag stand.

## Karriere
Richard Jenčík begann seine Karriere als Eishockeyspieler in seiner Heimatstadt in der Nachwuchsabteilung des HC Košice. In der Saison 2002/03 gab er für den HK Trebišov sein Debüt im professionellen Eishockey, als er in zwei Spielen in der 1. Liga, der zweiten slowakischen Spielklasse, ein Tor vorbereitete. Zur Saison 2003/04 kehrte der Flügelspieler zum HC Košice zurück, für den er seither in der Extraliga spielt. Parallel kam er jedoch immer wieder als Leihspieler in der 1. Liga zum Einsatz und spielte dort für den HC 07 Prešov, HK Trebišov, HKm Humenné sowie den HC 46 Bardejov. In der Saison 2007/08 absolvierte er zudem vier Spiele für den Extraliga-Teilnehmer MHK SkiPark Kežmarok. Mit dem HC Košice gewann er 2009, 2010 und 2011 drei Mal in Folge den slowakischen Meistertitel. 
2016 wechselte er nach Polen zum KS Cracovia, kehrte aber nach dem Jahreswechsel 2016/17 zum HC Košice zurück. Es folgten jeweils ein Jahr beim MsHK Zilina und Podhale Nowy Targ, ehe er seine Karriere beendete.

### International
Für die Slowakei nahm Jenčík an der U20-Junioren-Weltmeisterschaft 2005 teil. In sechs Spielen bereitete er dabei zwei Tore vor.

## Erfolge und Auszeichnungen
- 2009 Slowakischer Meister mit dem HC Košice
- 2010 Slowakischer Meister mit dem HC Košice
- 2011 Slowakischer Meister mit dem HC Košice
- 2014 Slowakischer Meister mit dem HC Košice
- 2015 Slowakischer Meister mit dem HC Košice